# イリアーヌ・イリアス
イリアーヌ・イリアス（Eliane Elias、1960年3月19日 - ）は、ブラジル出身のジャズ・ピアニスト、ボーカリスト。1980年代よりアメリカで活躍している。洗練されたピアノ・テクニックと温もりのある歌唱で、ジャズからボサノヴァ、ポップスまで幅広く演奏している。イリアーニ・アライアスあるいは単にイリアーヌという表記もある。

## 来歴
1960年、ブラジルのサンパウロ生まれ。6歳よりクラシックピアノを始める。幼少からビル・エヴァンスやハービー・ハンコック、キース・ジャレットなどをコピーするジャズ好きとなる。
ブラジル国内でプロ・ミュージシャンとしてのキャリアをスタート。トッキーニョ、セバスチャン・タバジョスらと共演する。1980年、パリへのツアー中にベーシストのエディ・ゴメスに認められ、アメリカへの足がかりを得る。渡米後、エディの強いすすめもありステップス・アヘッドへ参加。美貌もあいまって一躍注目を浴びる。1983年、トランペッターのランディ・ブレッカーと結婚。1985年、夫のプロデュースによりコ・リーダー作となるデビュー・アルバム『アマンダ』を発表。その後ランディとは離婚するが、1990年代にはボサノヴァ・アルバムでボーカリストとしても注目を浴びる。現在の夫であるベーシストのマーク・ジョンソンをパートナーとし、ジャズからボサノヴァまで幅広いジャンルのアルバムを次々と発表している。

## ディスコグラフィ
- 『アマンダ』 - Amanda (1985年) ※ランディ・ブレッカーと連名
- 『イリュージョン』 - Illusions (1986年)
- 『星に願いを』 - Cross Currents (1987年)
- 『情熱』 - So Far So Close (1988年)
- 『風はジョビンのように』 - Eliane Elias Plays Jobim (1989年)
- 『ロング・ストーリー』 - A Long Story (1991年)
- 『私の中の風と海と空』 - Fantasia (1992年)
- 『サンパウロの女』 - Paulistana (1993年)
- 『枯葉』 - Solos & Duets (1994年) ※ハービー・ハンコックとの共演
- 『ザ・スリー・アメリカズ』 - The Three Americas (1997年)
- 『インパルシヴ!』 - Impulsive! (1997年)
- 『海風とジョビンの午後』 - Sings Jobim (1998年)
- 『エヴリシング・アイ・ラヴ』 - Everything I Love (2000年)
- 『キスト・バイ・ネイチャー』 - Kissed by Nature (2002年)
- Giants of Jazz (2004年)
- 『夢そよぐ風』 - Dreamer (2004年)
- 『アラウンド・ザ・シティ』 - Around the City (2006年)
- 『サムシング・フォー・ビル・エヴァンス』 - Something for You (2007年)
- 『私のボサ・ノヴァ』 - Bossa Nova Stories (2008年)
- 『デサフィナード』 - Eliane Elias Plays Live (2009年)
- 『ライト・マイ・ファイアー』 - Light My Fire (2011年)
- Swept Away (2012年) ※マーク・ジョンソンと連名
- 『アイ・ソート・アバウト・ユー』 - I Thought About You (2013年)
- 『メイド・イン・ブラジル』 - Made in Brazil (2015年)
- 『ダンス・オブ・タイム』 - Dance of Time (2017年)
- 『ミュージック・フロム・マン・オブ・ラ・マンチャ』 - Music from Man of La Mancha (2018年)
- 『ラヴ・ストーリーズ』 - Love Stories (2019年)